# Opytne (rejon pokrowski)
Opytne (ukr. Опитне) – osiedle na Ukrainie, w obwodzie donieckim, w rejonie pokrowskim. W 2001 liczyło 755 mieszkańców, spośród których 178 posługiwało się językiem ukraińskim, 576 rosyjskim, a 1 ormiańskim.